# The Circle
The Circle (рус. «Круг») — американская хард-рок-супергруппа, в которую входят двое бывших участников Van Halen — вокалист Сэмми Хагар и бас-гитарист Майкл Энтони, гитарист Вик Джонсон и барабанщик Джейсон Бонэм, сын барабанщика Led Zeppelin Джона Бонэма. 19 мая 2015 года группа выпустила свой первый альбом At Your Service.